# 巴罗苏
巴罗苏是巴西米纳斯吉拉斯州的一个市镇。总面积81.726平方公里，总人口20093人，人口密度245.9人/平方公里。